# Списак српских презимена са наставком -ин
|  |  |  |  |  |  |  |  |  |  |  |  |  |  |  |  |  |  |  |  |  |  |  |  |  |  |  |  |  |  |

## А
- Абаџин
- Аксин
- Алексин
- Андрејин
- Андријин
- Андрин
- Аничин
- Антин
- Анучин
- Арађанин
- Арсенин
- Арсикин
- Арсин
- Аћин
- Ашанин

## Б
- Бабин
- Бајин
- Бајкин
- Бановчанин
- Бањанин
- Баранин
- Барачанин
- Барашин
- Баричанин
- Батачанин
- Батоћанин
- Баћин
- Бачанин
- Бачванин
- Бачикин
- Бачкуљин
- Баштанин
- Белегишанин
- Белеслин
- Белобрђанин
- Беловођанин
- Бељин
- Бенгин
- Беочанин
- Бецин
- Бешлин
- Бибин
- Бигин
- Бијељанин
- Биочанин
- Бирчанин
- Бићанин
- Благовчанин
- Блажин
- Блаћанин
- Блашчанин
- Божанин
- Божин
- Божичанин
- Божучанин
- Бозокин
- Бојанин
- Бојин
- Болорин
- Боровићанин
- Боровчанин
- Борчанин
- Боћанин
- Бошчанин
- Брђанин
- Брежанин
- Брезичанин
- Брезјачанин
- Бркушанин
- Бројчин
- Брусин
- Брчин
- Бугарин
- Будишин
- Бужанин
- Букин
- Буковичанин
- Буљин
- Бунгин
- Бураћин
- Бућин
- Бучанин

## В
- Варађанин
- Васин
- Васичин
- Величанин
- Вељин
- Венечанин
- Весин
- Визићанин
- Виоглавин
- Вишњевчанин
- Влајин
- Влалукин
- Влаучин
- Влашкалин
- Војин
- Воргучин
- Врањанин
- Врбничанин
- Вујадин
- Вујанин
- Вујасин
- Вујашанин
- Вујин
- Вујичин
- Вујчин
- Вукадин
- Вукашин
- Вукин
- Вулетин
- Вулин
- Вучетин

## Г
- Гагрчин
- Гајанин
- Гајин
- Гајишин
- Гајчин
- Галетин
- Гарашанин
- Гацин
- Гачанин
- Гецин
- Главичанин
- Гламочанин
- Глигорин
- Глишин
- Глувчанин
- Говорчин
- Гојачанин
- Голијанин
- Голобочанин
- Голочорбин
- Голушин
- Гончин
- Гочанин
- Грађанин
- Грађин
- Грачанин
- Грбин
- Грошин
- Грубин
- Грујин
- Грујичин
- Гучанин

## Д
- Дацин
- Дедакин
- Делиблаћанин
- Дељанин
- Добрин
- Добричанин
- Домузин
- Драгин
- Драгушин
- Дражетин
- Дражин
- Драмићанин
- Драпшин
- Дреновчанин
- Дрењанин
- Дубичанин
- Дубљанин
- Дубочанин
- Дујин
- Дукин
- Дунђерин
- Дупљанин
- Дурагин

## Ђ
- Ђачанин
- Ђомпарин
- Ђонин
- Ђукин
- Ђукичин
- Ђурагин
- Ђурашин
- Ђурикин
- Ђурин
- Ђуричанин
- Ђуричин
- Ђуркин

## Е
- Елесин
- Ерваћанин
- Ердељанин

## Ж
- Жарин
- Жарчанин
- Жерађанин
- Живин
- Живкуцин
- Животин
- Жуњанин
- Жупљанин

## З
- Завишин
- Загарчанин
- Заграђанин
- Закин
- Зарин
- Згоњанин
- Зимолетин
- Златичанин
- Зрењанин
- Зрињанин

## И
- Иваштанин
- Ивин
- Ивљанин
- Илијин
- Илин
- Илисин
- Иличин
- Ирижанин
- Иричанин
- Искрин
- Ичин

## Ј
- Јабучанин
- Јагодин
- Јадранин
- Јајчанин
- Јанкелин
- Јанчикин
- Јањанин
- Јањин
- Јапранин
- Јашин
- Јелин
- Јелићанин
- Јеличин
- Јешин
- Јованкин
- Јовин
- Јовичин
- Јокин
- Јоргин
- Јосин
- Јоцин
- Јуанин
- Југин
- Јурашин
- Јуришин

## К
- Каличанин
- Карапанџин
- Караџин
- Каурин
- Кашанин
- Керавчин
- Кешин
- Кијевчанин
- Кикинђанин
- Кисачанин
- Кисин
- Кладарин
- Клицин
- Кљајчин
- Кљечанин
- Книћанин
- Ковчин
- Коледин
- Кољанин
- Корићанин
- Костин
- Косовљанин
- Котаранин
- Кошанин
- Красин
- Крњетин
- Крспогачин
- Крстин
- Крупљанин
- Кршанин
- Кршљанин
- Кулачанин
- Кулачин
- Куљанин
- Купрешанин
- Куртешанин
- Куруцин

## Л
- Лаганин
- Лагунџин
- Лазин
- Лакичин
- Лалетин
- Лаништанин
- Ланчужанин
- Лаушин
- Лачанин
- Левићанин
- Лекин
- Лелићанин
- Лешјанин
- Лештанин
- Литричин
- Личанин
- Лишанин
- Ловчанин
- Лозјанин
- Лопаћанин
- Лужанин
- Лужњанин
- Лукин
- Лучанин

## Љ
- Љуковчанин

## М
- Магазин
- Мазињанин
- Макарин
- Макрин
- Максин
- Малетин
- Малин
- Малићанин
- Мандарин
- Марин
- Маричин
- Маркучин
- Маројкин
- Марошанин
- Марцикин
- Маршићанин
- Матејин
- Мачванин
- Медин
- Мененћанин
- Мензалин
- Менићанин
- Мећавин
- Мечанин
- Мијин
- Микин
- Микљин
- Микшин
- Милашин
- Милетин
- Милин
- Милишин
- Милошчин
- Милутин
- Мирчетин
- Мискин
- Митин
- Митровчанин
- Мићин
- Миучин
- Михајличин
- Мишкељин
- Могин
- Mojин
- Мојсин
- Морачанин
- Мрђанин
- Мрмошанин
- Мумин
- Мурселин
- Мусулин

## Н
- Надаждин
- Нађалин
- Накрајкућин
- Недин
- Недучин
- Ненин
- Нецин
- Нешин
- Никин
- Николин
- Николичин
- Нићетин
- Нићин
- Нонин
- Носоњин

## О
- Овцин
- Одаџин
- Оничин
- Оприн
- Орашанин
- Орешчанин
- Остојин
- Остраћанин
- Очаушанин

## П
- Павин
- Падежанин
- Пажин
- Пајин
- Пајчин
- Панин
- Пантелин
- Пантин
- Парађанин
- Парежанин
- Парчанин
- Пачанин
- Пејин
- Пењин
- Перин
- Перичин
- Перишин
- Перкин
- Перкучин
- Перушин
- Петрин
- Пећаранин
- Пивљанин
- Пиперин
- Плављанин
- Плавшин
- Плањанин
- Подрашчанин
- Пођанин
- Попаречанин
- Попглигорин
- Попин
- Попсавин
- Поптешин
- Предин
- Преочанин
- Прокин
- Пујин
- Пупин
- Путинчанин
- Пушин

## Р
- Радашин
- Радин
- Радичанин
- Радојчин
- Радоњанин
- Радукин
- Радусин
- Рајин
- Рајичин
- Рајчин
- Ракин
- Рачанин
- Рашчанин
- Рељин
- Решин
- Ржаничанин
- Ристин
- Ровчанин
- Рудничанин
- Рудњанин
- Ружин
- Ружичин
- Руњанин

## С
- Савaрин
- Савин
- Савичин
- Саничанин
- Санчанин
- Свиленгаћин
- Сврдлин
- Секулин
- Селечанин
- Сеничанин
- Сентин
- Симин
- Скокин
- Солин
- Соћанин
- Софранин
- Србљанин
- Стајин
- Станин
- Станишин
- Станкин
- Стевин
- Стојин
- Стојшин
- Стокин
- Стрменичанин
- Стрмошљанин
- Ступин
- Ступљанин
- Субин
- Субичин
- Суботин
- Сувајџин

## Т
- Тадин
- Танасин
- Ташин
- Теодосин
- Терзин
- Тешин
- Типшин
- Титин
- Товјанин
- Тодоручин
- Токин
- Томин
- Топличанин
- Тошин
- Трамошљанин
- Трбулин
- Требјешанин
- Трзин
- Трикошанин
- Тубин
- Тупањанин
- Турањанин
- Турићанин
- Турјачанин

## Ћ
- Ћапин
- Ћеличанин
- Ћирин
- Ћосин
- Ћурчин

## У
- Убавин
- Увалин
- Угљешин
- Ужичанин
- Унчанин
- Усиљанин

## Ф
- Филипендин

## Х
- Хајдин
- Хрваћанин

## Ц
- Цвејин
- Цветинчанин
- Цветићанин
- Цветичанин
- Цветљанин
- Цвијетин
- Цвјетићанин
- Цвјетичанин
- Цоклин
- Цоцин
- Црвенчанин
- Црњанин
- Црњин
- Цуцин

## Ч
- Чавлин
- Челебићанин
- Читлучанин
- Чобанин
- Чонградин

## Ш
- Шаин
- Шајин
- Шаргин
- Шевин
- Шиђанин
- Шљиванчанин
- Шошкоћанин
- Штављанин
- Штетин
- Шугин